# خيميالكون
بلدية جامع أو (نقحرة: خيميالكون) (بالإسبانية: Gimialcón) هي بلدية تقع في مقاطعة آبلة التابعة لمنطقة قشتالة وليون وسط إسبانيا.

## الديموغرافيا
يبلغ عدد سكان بلدية جامع 94 نسمة عام 2011 (وفقاً للمعهد الوطني للإحصاء الإسباني).
| 131 | 119 | 110 | 103 | 99 | 94 | 94 |

## أعلام
- لويس جبريل بورتيو
- إيسيدرو دياز غونزاليس